# 孫安石
孫 安石（ソン・アンソク, 朝: 손안석
）は、韓国ソウル出身の歴史学者。専攻は中国近現代史、上海史。

## 経歴
1997年、東京大学大学院総合文化研究科博士課程修了。北海道大学法学部専任講師を経て、神奈川大学外国語学部教授。

## 主な著作

### 共編著
- 柳澤和也『内山完造研究の新展開』（東方書店、 2024年）
- 大里浩秋『明治から昭和の中国人日本留学の諸相』（東方書店、 2022年）
- 徐志民・大里浩秋『团体与日常――近代中国留日学生的生活史』（中国・社会科学文献出版社、2022年）
- 大里浩秋『中国人留学生と「国家」・「近代」・「愛国」』（東方書店、2019年）
- 菊池敏夫・中村みどり『上海モダン　「良友」画報の世界』（勉誠出版、2018年）
- 貴志俊彦 ・川島真『増補改訂　戦争・ラジオ・記憶』（勉誠出版、2015年）
- 大里浩秋『近現代中国人日本留学生の諸相――「管理」と「交流」を中心に』（御茶の水書房、2015年）
- 大里浩秋・李廷江編『辛亥革命とアジア』（御茶の水書房、2013年）
- 大里浩秋編『戦後日本と中国・朝鮮―「プランゲ文庫」を一つの手がかりとして』（研文出版、2013年）
- 三澤真美恵編『電波・電影・電視―現代東アジアの連鎖するメディア』（青弓社、2012年）
- 大里浩秋『租界研究新动态 : 历史·建筑』（中国・上海人民出版社、2011年）
- 鈴木陽一・蘇智良・陳天璽『中国学の魅力』（御茶の水書房、2010年）
- 大里浩秋『中国・朝鮮における租界の歴史と建築遺産』（御茶の水書房、2010年）
- 並木頼寿『近代中国・教科書と日本』（研文出版、2010年）
- 佐藤卓己『東アジアの終戦記念日――敗北と勝利のあいだ』（ちくま新書669、筑摩書房、2007年）
- 大里浩秋『中国における日本租界――重慶・漢口・杭州・上海』（御茶の水書房、2006年）
- 貴志俊彦・川島真『戦争・ラジオ・記憶』（勉誠出版、2006年）
- 高綱博文『戦時上海』（研文出版、2005年）
- 大里浩秋『中国人日本留学史研究の現段階』（御茶の水書房、2002年）

### 監修・解説
- 孫安石監修『近代中国都市案内集成―上海編』ゆまに書房、2011年
- 大里浩秋・孫安石・見城悌治監修『日華学報』ゆまに書房、2013年